# La Mort des trois soleils
Pour les articles homonymes, voir Nightfall.
Pour plus de détails, voir Fiche technique et Distribution.
La Mort des trois soleils (Nightfall) est un film américain écrit et réalisé par Paul Mayersberg, sorti en 1988. Il s'agit de l'adaptation de la nouvelle de science fiction Quand les ténèbres viendront (Nightfall, 1941) d'Isaac Asimov.

## Synopsis
Sur une planète peu avancée technologiquement et abondamment éclairée par trois soleils, il ne fait que jour. La découverte archéologique qu'une nouvelle période nocturne reviendra divise la population en deux : ceux qui sombrent dans le mysticisme et ceux qui cherchent des solutions rationnelles, telles que l'usage d'abris, pour survivre.

## Fiche technique
Sauf indication contraire, les informations mentionnées dans cette section peuvent être confirmées par la base de données cinématographiques IMDb,  présente dans la section « Liens externes ».
- Titre original : Nightfall
- Titre français : La Mort des trois soleils
- Réalisation et scénario : Paul Mayersberg, d'après la nouvelle de science fiction Quand les ténèbres viendront (Nightfall, 1941) d'Isaac Asimov
- Musique : Frank Serafine
- Direction artistique : Carol Bosselman
- Décors : Craig Hodgetts
- Costumes : Stephen M. Chudej
- Photographie : Dariusz Wolski
- Montage : Brent A. Schoenfeld
- Production : Julie Corman
- Production déléguée : Roger Corman (non crédité)
- Société de production : New Horizons
- Société de distribution : Concorde Pictures
- Pays de production :  États-Unis
- Langue originale : anglais
- Format : couleur
- Genre : science-fiction ; énigme
- Durée : 83 minutes
- Date de sortie :
  - États-Unis : avril 1988

## Distribution
- David Birney : Aton
- Sarah Douglas : Roa
- Alexis Kanner	: Sor
- Andra Millian	: Ana
- Starr Andreeff : Bet
- Chuck Hayward	: Kin
- Jonathan Emerson : l'architecte
- Susie Lindeman : Boffin
- Russell Wiggins : Zol
- Larry Hankin : le roi du désert
- Ronald R. Burns : l'homme d'Aton
- Bernard J. Garsen : l'homme d'Aton
- Dan Wells : l'assistant de l'architecte
- Bradley Reid : Trader

## Production
Le tournage a lieu en Arizona, précisément à Arcosanti, un développement organique architectural, ainsi qu'à Cosanti, à l'extérieur de Scottsdale, et dans la forêt nationale de Tonto. Les habitants d'Arcosanti ont tenu le rôle de figurants.

## Accueil
Chris William du Los Angeles Times résume « tout espoir que Mayersberg scénariste montre une réplique coup de poing est anéanti par Mayersberg réalisateur et son manque d'humour pompeux. » (« Any hope that Mayersberg the writer meant that to be a punch line is obliterated by Mayersberg the director’s utter, pompous humorlessness »).